# ديون لي
ديون لي (بالإنجليزية: Dion Lee) هو مصمم أزياء أسترالي، ولد في 2 أكتوبر 1985 في سيدني في أستراليا.